# Брускин, Александр Давидович
Александр Давидович Брускин (17 октября 1897, Херсон — 7 марта 1939) — советский государственный деятель. Член ЦИК СССР 7 созыва, Депутат Верховного Совета СССР 1 созыва.

## Образование
Родился в семье торговца кожей Давида Маньевича Брускина. Окончил Харьковский технологический институт в 1922 году.

## Биография
- 1915 — окончил Саратовскую 1-ю гимназию[2].
- 1922—1923 — слесарь, мастер на Харьковском заводе «Серп и молот».
- 1923—1924 — аспирант Харьковского технологического института, учится в Германии.
- 1924—1929 — инструктор, механик тракторного цеха, начальник тракторного цеха на Харьковском паровозостроительном заводе, одновременно преподаватель в Харьковском технологическом институте.
- 1929—1934 — на Харьковском тракторном заводе: главный инженер строительства, технический директор, директор (с 1932 года).
- 26 января—10 февраля 1934 года делегат XVII съезда ВКП(б) с решающим голосом[3].
- 1934—1936 — директор Челябинского тракторного завода.
- 1936—1937 — заместитель наркома тяжёлой промышленности СССР.
- 1937—1938 — нарком машиностроения СССР.

## Подробная биография
Скупые анкетные данные: отец — до 1906 года торговец, после — служащий; мать — учительница, служащая. Оба умерли до революции. Это всё, что известно о семье А. Д. Брускина. Предки A. Д. Брускина — колонисты Малой Сейдеменухи Херсонской губернии, еврейские переселенцы из Белоруссии, с Могилёвщины. В соответствии с императорским указом они заселяли вновь присоединенные, неосвоенные земли Новороссии.
Александр Давидович Брускин был вторым директором Харьковского тракторного завода. Сначала он был главным инженером строительства. В январе 1930 года он возглавил поездку в США группы специалистов строящегося завода.
В 1931 году Александра Давидовича назначили техническим директором ХТЗ.
В 1932 году он стал директором Харьковского тракторного завода. 1932 год, первый год работы завода после запуска, ХТЗ закончил с успешными показателями: со сборочного конвейера сошло 16 044 трактора, сдано 16 333. Кроме того, было изготовлено 1 507 двигателей; серого чугуна — 16 950 тонн; ковкого чугуна — 596 тонн; цветных металлов — 1 296 тонн; горячих штамповок — 17 445 тонн. В 1932 году Александра Давидовича наградили орденом Ленина.
В 1933 году под руководством Александра Давидовича ХТЗ освоил производство конструкций дизель-моторов автотракторного типа. 26 мая ХТЗ рапортовал о выполнении обязательств выдать на конец мая 121 мотор. А к 22 сентября 1933 года ХТЗ освоил проектную мощность в 145 тракторов в день. В начале октября 1933 года завод посетил нарком Серго Орджоникидзе. Он дал высокую оценку деятельности директора ХТЗ. Завод досрочно, до 20 декабря, выполнил годовой план по валовой продукции на 100,4 процента, за 11 месяцев было выпущено 28 285 тракторов, 215 из которых было изготовлено сверх плана. Дела на заводе шли лучше, чем на многих других предприятиях.
Поэтому руководство страны решило использовать опыт эффективного директора Александра Давидовича Брускина на другом гиганте тракторостроения — Челябинском тракторном заводе. В марте 1934 был издан приказ наркома тяжёлой промышленности Серго Орджоникидзе о назначении Александра Давидовича Брускина директором Челябинского тракторного завода. Под руководством Александра Давидовича там получило развитие литейное производство, была восстановлена бесперебойность производства вспомогательных участков, что позволило заводу уже в 1936 увеличить выпуск тракторов С-60 до 100 машин в сутки и начать реконструкцию завода для выпуска 6-дизельного трактора С-65.
В августе 1936 года Александра Давидовича Брускина назначили заместителем наркома тяжелой промышленности СССР. В 1937 году он был избран депутатом Верховного Совета СССР. В сентябре 1937 года Александр Давидович становится первым заместителем наркома (при В. И. Межлауке), а 17 октября 1937 года его назначают наркомом машиностроения СССР.
Однако карьера Александра Давидовича оборвалась неожиданно и трагично. По клеветническому обвинению 29 июня 1938 он был арестован, но официально продолжал быть наркомом до 16 июля 1938 года. 7 марта 1939 года Военная коллегия Верховного Суда СССР за участие в контрреволюционной террористической организации приговорила А. Д. Брускина к высшей мере наказания — расстрелу. Расстрелян в тот же день. Посмертно реабилитирован 7 декабря 1955 года за отсутствием состава преступления.